# クニーキュヒレ

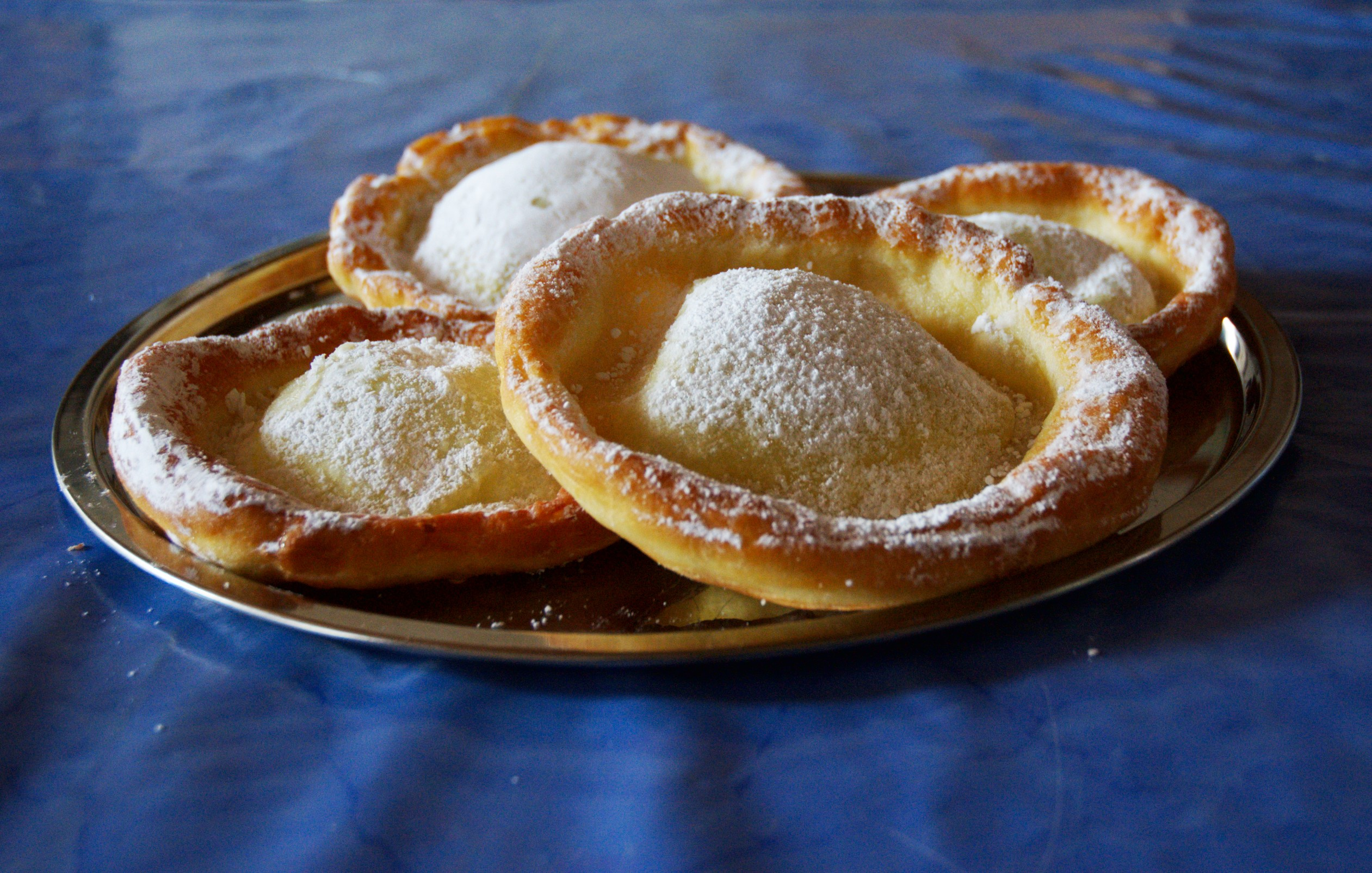
クニーキュヒレ

クニーキュヒレ（ドイツ語: Knieküchle）はドイツのパン、揚げ菓子である。日本語のカタカナ表記ではクニーキューヒレもある他、アウスゲツォーゲネ（ドイツ語: Ausgezogene）、シュマルツヌーデルン（ドイツ語: Schmalznudeln、単数形はシュマルツヌーデル）とも呼ばれる。
小麦粉にイースト菌と牛乳を入れ発酵させて作った生地を中央をへこませるような円盤状に成形し、油で揚げて粉糖を振った揚げ菓子である。
「クニー」は「膝」、「キュヒレ」は「ケーキ」の意であり、昔は「膝を使って生地を伸ばしていた」という言い伝えから名づけられた。アウスゲツォーゲネも「引っ張る」という意味の動詞「ausziehen」に由来する名前である。「シュマルツ」は動物性脂肪から作られる食用油で、「ヌーデル」は麺のヌードルの意でもあるがドイツ南部では「練ったもの」の意としてイースト生地を使用した菓子類に使用される語である。
かつてはキリスト教会の祭、収穫祭や謝肉祭や年に1回の市民祭のときに食されていた。
フランケン地方では、中央の凹んだ生地の薄い部分に粉糖を振るのはカソリック、盛り上がった部分に粉糖を振るのはプロテスタントであると言われている。